# Zizaniopsis
Zizaniopsis és un gènere de plantes de la família de les poàcies, ordre de les poals, subclasse de les commelínides, classe de les liliòpsides, divisió dels magnoliofitins.

## Taxonomia
- Zizaniopsis bonariensis (Balansa i Poitr.) Speg.
- Zizaniopsis killipii Swallen
- Zizaniopsis microstachya (Nees ex Trin.) Döll i Asch.
- Zizaniopsis miliacea (Michx.) Döll i Asch.
- Zizaniopsis villanensis Quarin